# Ľudmila Podjavorinská
Ľudmila Podjavorinská, nom de plume de Ľudmila Riznerová (26 avril 1872 – 2 mars 1951), une écrivaine slovaque considérée comme la première femme poète importante de son pays mais surtout connue pour ses livres pour enfants. Elle écrit sous différents noms, dont Božena, Damascena, L. Šeršelínová, Ľ. Špirifangulínová, Ľudka et Ľudmila,,. 
Huitième des dix enfants de Karol Rizner et de Maria Riznerová, elle est née dans le village de Bzince pod Javorinou. Son oncle, Ľudovít Rizner, l'encourage à soumettre ses premiers écrits aux journaux pour publication. Podjavorinská a alors trois contemporaines comme mentors : Terézia Vansová, Elena Maróthy-Šoltésová (en) et Timrava. Elle contribue à divers périodiques slovaques et traduit de la poésie russe et yougoslave en slovaque,. 
Elle reste dans sa ville natale jusqu'en 1910, date à laquelle elle s'installa à Nové Mesto nad Váhom. Aux alentours de 1918, elle est pendant quelque temps fonctionnaire de la Croix-Rouge du district. Podjavorinská est aussi membre de Živena, la première organisation de femmes en Slovaquie. En 1947, elle est nommée artiste nationale de la Tchécoslovaquie. 
Podjavorinská meurt à Nové Mesto nad Váhom à l'âge de 78 ans. 
Une planète mineure est nommée Podjavorinská en son honneur. 

## Œuvres
- Z vesny života ("Du printemps de la vie"), poésie (1895)
- V otroctve ("En esclavage"), roman (1905)
- Žena ("Femme"), roman (1909)
- Kytka veršov pre slovenské dietky ("Un bouquet de poèmes pour les enfants slovaques"), poésie pour enfants (1920)
- Balady ("Ballads"), poésie (1930)
- Veršíky pre maličkých ("Versets pour les tout-petits"), poésie enfantine (1930)
- Medový hrniec ("Pot de miel"), poésie enfantine (1930)
- Baránok boží ("Agneau de Dieu"), prose d'enfants (1932)
- Klásky ("Les oreilles du grain"), poésie enfantine (1947)